# Lewis Ludlam
Lewis Wesley Ludlam (Ipswich, 8 de diciembre de 1995) es un jugador de rugby profesional inglés que juega como flanker para el club Toulon del Top 14 y anteriormente para la selección nacional de Inglaterra. 

## Infancia e inicios
Ludlam nació en Ipswich, en una familia que seguía el boxeo y el fútbol.  Es de ascendencia paterna palestina y materna guyanesa. 
Asistió a la escuela secundaria Kesgrave  antes de ser reclutado con una beca deportiva para una reconocida escuela de rugby local, St Joseph's College, Ipswich, y jugó en el Ipswich Rugby Club antes de unirse al Colchester RFC. 

## Carrera juvenil
Ludlam participó en tres ocasiones en el St Joseph's Rugby Festival, apareciendo por primera vez en la competencia sub-18 cuando tenía 15 años en 2011, y también fue un miembro clave del equipo que llegó a la semifinal de la Daily Mail Cup en el mismo año. Ludlam fue el capitán de Waterhead Wolverines, entrenado por Geoff Owen MBE, en su tercera victoria en el festival nacional de escuelas en 2013 frente a una ruidosa multitud local  y también fue el capitán de la escuela en el nivel U16 en su primera victoria en la competencia nacional de sietes escolares de Rosslyn Park en 2012.
A pesar de haber sido liberado por la Academia EPDG de los Saints, Ludlam recuperó un lugar en los Sub-18 de los Saints y pasó a la Academia Senior de los Saints a tiempo completo unos años más tarde. 
Luego, Ludlam se ganó la convocatoria a la selección sub-18 de Inglaterra, donde participó en la gira invicta de 2014 por Sudáfrica.  El año siguiente, Ludlam representó al equipo de Inglaterra Sub-20 que perdió ante Nueva Zelanda en la final del Campeonato Mundial de Rugby Sub-20 de 2015.  Posteriormente fue elegido jugador inglés del torneo por sus compañeros.

## Carrera profesional

### En clubes
Durante su tiempo en Saints, Ludlam pasó cortos períodos de su carrera senior en doble registro con Coventry, Moseley y Rotherham Titans. Ludlam irrumpió en el primer equipo de los Saints en la campaña 2016-17, hizo su debut con el primer equipo en el partido inaugural de la Copa Anglo-galesa esa temporada  y participó en otros 6 partidos para el club. Ludlam ayudó al segundo equipo de los Saints, los Wanderers, a levantar el trofeo de la Aviva 'A' League en 2016-2017, derrotando a Gloucester United en la final por el título  y nuevamente en 2017-2018 ganando la final contra un equipo muy fuerte de Exeter Braves. 
Ludlam hizo su debut en la Premier League en el primer partido de la temporada 2017-2018 contra Saracens en el London Double Header en Twickenham, anotando su primer try senior para el club en la dura derrota 24-55 ante los campeones europeos.  La verdadera temporada destacada de Ludlam para los Saints llegó en la campaña 2018-2019, donde hizo 27 apariciones para el club, anotando cuatro tries y siendo uno de los jugadores más consistentes del club en el primer año a cargo del nuevo director de rugby, Chris Boyd. Después de una temporada anterior decepcionante, los Saints superaron las expectativas al llegar a una semifinal de play off  que aseguró la clasificación para la Copa Europea de Campeones de Rugby y ganó la Premiership Rugby Cup.  Ludlam fue uno de los muchos jóvenes en los que Boyd depositó su confianza, jugando un rugby expansivo y entretenido que deleitó a los fanáticos de los Saints.
En noviembre de 2020 se anunció que Ludlam se convertiría en cocapitán del club junto a Alex Waller. Posteriormente, desde el inicio de la temporada 2021 a 2022, Ludlam asumiría la capitanía en solitario del equipo. 
El 24 de junio de 2024, Ludlam pondría fin a su carrera en Inglaterra al firmar un contrato de tres años para unirse al equipo francés Toulon en el Top 14 a partir de la temporada 2024-25. 

### En la selección inglesa
En junio de 2019 fue uno de los cuatro jugadores que no habían sido nunca convocados por la selección inglesanombrados en el equipo preliminar de entrenamiento de Inglaterra para la Copa del Mundo  y el 11 de agosto de 2019 hizo su debut en un partido de preparación contra Gales .  Fue incluido en el equipo para la Copa Mundial de Rugby de 2019  e hizo cuatro apariciones durante el torneo,  anotando su primer try internacional en el partido del grupo contra Estados Unidos . 
Durante los siguientes cuatro años bajo la dirección de Eddie Jones, sus posteriores participaciones serían bastante limitadas, pero en 2023, bajo el mando del nuevo entrenador en jefe Steve Borthwick, Ludlam volvió a jugar todos los minutos del Seis Naciones de 2023.